# Adrogué
Adrogué (dawniej Almirante Brown) – miasto w Argentynie, w prowincji Buenos Aires. Centrum administracyjne Partido Almirante Brown. Jest częścią aglomeracji Wielkiego Buenos Aires. Znajduje się 23 km od Buenos Aires. W 2010 r. miasto zamieszkiwało 28 265
W marcu 1873 r. gubernator prowincji Buenos Aires Mariano Acosta zatwierdził plan budowy miasta, któremu nadał zgodnie z wolą fundatora nazwę Almirante Brown. Plan ten został przygotowany przez Nicolása i José Canale, którzy zaprojektowali również m.in. ratusz i pierwszy kościół San Gabriel Arcángel. Także w 1873 r. zostało ustanowione Partido Almirante Brown. W 1874 r. na mocy dekretu głównym miastem zostało ustanowione Adrogué.

Miasto zawdzięcza nazwę swojemu fundatorowi, Estebanowi Adrogué (był on również założycielem Lomas de Zamora), który przekazał swoje ziemie pod budowę stacji kolejowej, ratusza, głównego placu miasta i innych budynków miejskich. Sugerował on by stacji nadać imię Almirante Brown. Ponieważ jednak nazwa ta była już wykorzystana a zwyczajem było nadawanie nazwy stacjom od nazwisk osób, które przeznaczały na nie swoje ziemie, ostatecznie nazwano ją Adrogué. Przez ponad 100 lat miasto było oficjalnie nazwane Almirante Brown. Trwało to do czasu prawnej zmiany miasta na Adrogué w końcu lat 90. XX wieku.

## Znani ludzie urodzeni w Adrogué
- Alfredo de Angelis – pianista i kompozytor
- Ricardo López Murphy – polityk i ekonomista, minister obrony w latach 1999–2001 oraz minister gospodarki w 2001. Dwukrotny kandydat w wyborach prezydenckich.
- Ricardo Piglia – pisarz i scenarzysta filmowy.
- Fernando Redondo –  piłkarz, w latach 1999–2000 uznany za najbardziej wartościowego gracza na świecie przez UEFA.